# Ao Vivo Em Caruaru
Ao Vivo Em Caruaru é um álbum promocional da Banda Calypso registrado durante a primeira etapa da Turnê 10 Anos, gravado na cidade de Caruaru, em Pernambuco no dia 2 de maio de 2009 e lançado no mesmo mês. O álbum foi vendido apenas em shows, mas foi produzido com um repertório repleto de sucessos da banda ao longo dos quase 10 anos de estrada, incluindo músicas do recém lançado álbum da banda, Amor Sem Fim.

## Lista de faixas
| N.º | Título                                                 | Compositor(es)                                                                    | Duração |  |
| 1.  | "Vida Minha"                                           | Edu Luppa · Marquinhos Maraial                                                    | 3:46    |  |
| 2.  | "Louca Sedução"                                        | Elias Muniz                                                                       | 3:09    |  |
| 3.  | "Não, Não"                                             | Elias Muniz                                                                       | 3:32    |  |
| 4.  | "Xonou Xonou"                                          | Edu Luppa · Marquinhos Maraial                                                    | 3:48    |  |
| 5.  | "Tchau Pra Você"                                       | Beto Caju · Edu Luppa                                                             | 1:58    |  |
| 6.  | "Solidão/Temporal/Passe de Mágica"                     | Tony Brasil · Tarcísio França · Brizola · Edílson Moreno · Glayse Dominguez       | 5:48    |  |
| 7.  | "Pra Te Esqueçer"                                      | Batista Lima                                                                      | 4:13    |  |
| 8.  | "Par Me Conquistar"                                    | Edílson Moreno · Glayse Dominguez                                                 | 2:54    |  |
| 9.  | "Minha Estrela"                                        | Isac Maraial · Luizinho Lino                                                      | 3:40    |  |
| 10. | "Doce Mel"                                             | Edu Luppa                                                                         | 3:21    |  |
| 11. | "Tudo de Novo/Dois Corações/Choro por Você"            | Marquinhos Maraial · Edu Luppa · Tonny Brasil                                     | 6:12    |  |
| 12. | "Agora Chora"                                          | Chrystian Lima · Beto Caju                                                        | 3:26    |  |
| 13. | "Parangolado"                                          | Marquinhos Maraial · Edu Luppa                                                    | 3:23    |  |
| 14. | "Lágrimas de Sangue"                                   | Tonny Brasil                                                                      | 2:28    |  |
| 15. | "Cúmbia do Amor"                                       | Tonny Brasil                                                                      | 2:55    |  |
| 16. | "Isso é Calypso"                                       | Marquinhos Maraial · Edu Luppa                                                    | 2:57    |  |
| 17. | "Fala pra Mim/Odalisca/Deusa da Paixão/A Lua me Traiu" | Lourinho Santos Tinho · Edílson Moreno · Nilk Oliveira · Beto caju · Jairon Neves | 8:18    |  |
| 18. | "Chá de Maracujá"                                      | Isac Maraial · Luizinho Lino                                                      | 3:28    |  |
| 19. | "Acelerou"                                             | Edu Luppa · Beto Caju                                                             | 4:54    |  |